# Inktsteen

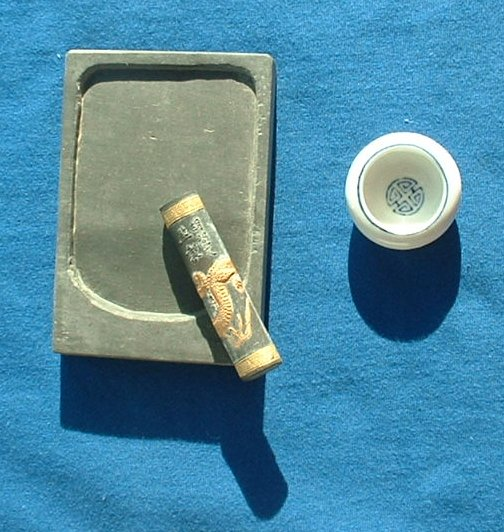
Eenvoudige inktsteen met schuurvlak en aangrenzend waterreservoir. In de inktsteen ligt een inktstaaf.

Een inktsteen (Mandarijn: TK: 硯; VK: 砚; Pinyin: yàn; Japans: 硯 suzuri; Koreaans: 벼루 byeoru) is een gebruiksvoorwerp dat wordt gebruikt in de Oost-Aziatische kalligrafie. De inktsteen is een van de vier schatten van de studeerkamer en wordt als een gebruiksvoorwerp maar eveneens als een decoratief sieraad beschouwd. 

## Materiaal en ontwerp
Een inktsteen is doorgaans vervaardigd uit leisteen, keramiek of tufsteen met een ietwat grove structuur. Hierin is ten minste altijd één schuurvlak gehouwen en soms ook een waterreservoir. Dit waterreservoir kan apart in de steen zijn gehouwen los van het schuurvlak of het kan juist vloeiend voortkomen uit het schuurvlak. Op het schuurvlak van de inktsteen dienen enkele druppels water te worden gedruppeld waarna met een inktstaaf over het schuurvlak wordt geschuurd. De deeltjes die van de inktstaaf vrijkomen, vormen samen met het water de kalligrafeerinkt. 

## Waarde
Inktstenen komen in vele vormen, groottes en prijsklassen voor; heel sober of rijk versierd in een decoratieve houten kist met deksel. De waarde van inktstenen, afgezien van een aantal zeer waardevolle museumstukken, kan variëren van slechts enkele euro's tot vele tienduizenden euro's.